# Deudorix batikeli
Deudorix batikeli is een vlinder uit de familie van de Lycaenidae. De wetenschappelijke naam van de soort werd als Lycaena batikeli in 1833 gepubliceerd door Jean Baptiste Boisduval.

## Synoniemen
- Thecla licinia Mabille, 1878
- Deudorix derona Grose-Smith, 1891
- Lycaena tsiphana Boisduval, 1833